# Comuna Ațintiș, Mureș
Ațintiș (în maghiară: Cintos) este o comună în județul Mureș, Transilvania, România, formată din satele Ațintiș (reședința), Botez, Cecălaca, Iștihaza, Maldaoci și Sâniacob.

## Demografie
Componența etnică a comunei Ațintiș
     Români (55,53%)
     Maghiari (32,67%)
     Romi (5,73%)
     Alte etnii (0,13%)
     Necunoscută (5,93%)
Componența confesională a comunei Ațintiș
     Ortodocși (53%)
     Reformați (30,13%)
     Penticostali (3,27%)
     Adventiști (2,33%)
     Alte religii (4,6%)
     Necunoscută (6,67%)
Conform recensământului efectuat în 2021, populația comunei Ațintiș se ridică la 1.500 de locuitori, în scădere față de recensământul anterior din 2011, când fuseseră înregistrați 1.575 de locuitori. Majoritatea locuitorilor sunt români (55,53%), cu minorități de maghiari (32,67%) și romi (5,73%), iar pentru 5,93% nu se cunoaște apartenența etnică. Din punct de vedere confesional, majoritatea locuitorilor sunt ortodocși (53%), cu minorități de reformați (30,13%), penticostali (3,27%) și adventiști (2,33%), iar pentru 6,67% nu se cunoaște apartenența confesională.

## Politică și administrație
Comuna Ațintiș este administrată de un primar și un consiliu local compus din 9 consilieri. Primarul, János-István Jakab[*], de la Partidul Social Democrat, este în funcție din octombrie 2020. Începând cu alegerile locale din 2024, consiliul local are următoarea componență pe partide politice:
|  | Partid                                 | Consilieri | Componența Consiliului | Componența Consiliului | Componența Consiliului |
|  | -------------------------------------- | ---------- | ---------------------- | ---------------------- | ---------------------- |
|  | Partidul Social Democrat               | 3          |                        |                        |                        |
|  | Uniunea Democrată Maghiară din România | 2          |                        |                        |                        |
|  | Partidul Național Liberal              | 1          |                        |                        |                        |
|  | Alianța pentru Unirea Românilor        | 1          |                        |                        |                        |
|  | Partida Romilor „Pro Europa”           | 1          |                        |                        |                        |
|  | Forța Dreptei                          | 1          |                        |                        |                        |